# 擬鯉短塘鱧
擬鯉短塘鱧（学名：Hypseleotris cyprinoides），又名擬鯉黃黝魚、似鯉黃黝魚，为輻鰭魚綱鱸形目塘鱧科黃黝魚屬下的一个种。

## 分布
本魚分布於廣泛分布於印度洋及太平洋淡水、半鹹水及海域，為底鰭性魚類，深度0-5公尺。

## 特徵
本魚體延長而側扁，頭部側扁，吻尖而口小，尾柄修長，上頷骨延伸未達眼前緣下方。鰓裂較大，向後延伸至前鰓蓋後源下方。體色淡黃褐色而透明，體側散有黑色斑點，尾鰭截形，基部下方有一垂直黑色線紋。吻部有水平的灰黑色寬斑紋。背鰭2個，第一背鰭硬棘4枚，第2、3硬棘長；第二背鰭硬棘1枚，背鰭軟條8枚；臀鰭硬棘1枚、臀鰭軟條9枚；胸鰭軟條13枚，體長可達8公分。

## 生態
棲息在水質清澈且水生植物生長茂盛的淡水、半鹹水溪流下游及河口區，成群活動，屬肉食性。

## 扩展阅读
- 維基物種上的相關：擬鯉短塘鱧